# Koussago
Koussago est une localité située dans le département de Kirsi de la province du Passoré dans la région Nord au Burkina Faso.

## Géographie
Koussago se trouve à 4 km au sud du centre de Kirsi, le chef-lieu du département, et à environ 50 km à l'est de Yako et de la route nationale 2 reliant le centre au nord du pays.

## Santé et éducation
Le centre de soins le plus proche de Koussago est le centre de santé et de promotion sociale (CSPS) de Kirsi tandis que le centre médical avec antenne chirurgicale (CMA) de la province se trouve à Yako.

## Culture et patrimoine
Le village est connu pour ses « soulbogdo » qui sont des habitations troglodytes creusées par les populations Ninsi dans la colline cultuelle située au nord-est de Koussago. Communiquant pour certaines entre elles, ces galeries, creusées dans le sol, donnent accès aux compartiments d'un village souterrain avec une cour du Chef. Elles sont accessibles par une cinquantaine d'entrées dont certaines sont des issues de secours en cas d'attaque. Un projet de développement touristique du site est en cours ainsi que des recherches archéologiques.